# Eschenbach (Markt Erlbach)
Eschenbach (ⓘ) ist ein Gemeindeteil des Marktes Markt Erlbach im Landkreis Neustadt an der Aisch-Bad Windsheim (Mittelfranken, Bayern). Die Gemarkung Eschenbach hat eine Fläche von 6,410 km². Sie ist in 966 Flurstücke aufgeteilt, die eine durchschnittliche Fläche von 6635,10 m² haben. In ihr liegen neben dem namensgebenden Ort die Gemeindeteile Altziegenrück und Häringsmühle.

## Geografie
Das Dorf liegt am noch flachen linken Hang über dem Eschenbach, der auf Höhe des Dorfes entsteht, in einem unterhalb an den Hängen waldbewachsenen Tal südostwärts zieht und bald von links in die Zenn mündet. Im Osten liegt das Flurgebiet Große Lohteile, im Südosten Kleines Loch. 0,5 km westlich steigt jenseits der Talmulde der Weiherberg an.
Die Staatsstraße 2252 führt nach Markt Erlbach (1,4 km nordwestlich) bzw. nach Wilhermsdorf (3,5 km östlich). Eine Gemeindeverbindungsstraße führt zur Häringsmühle (0,9 km südlich). Der Ort hat einen Haltepunkt an der Zenngrundbahn, die aus Erlbach kommend durchs Eschenbachtal ins Zenntal absteigt.

## Geschichte
Der Ort wurde 1144 als „Eskenbach“ erstmals in einer Urkunde erwähnt, in der das Kloster Heilsbronn ein Gut im Ort veräußerte. 1164 und 1165 folgten weitere Erwerbungen des Klosters. Konrad von Schlüsselberg schenkte 1308 dem Kloster den Zehnten in Markt Erlbach und Eschenbach. 1310 vermachte Syfried von Löpsingen dem Kloster einen Hof in Eschenbach mit der Auflage, in Heilsbronn begraben zu werden. Das Kloster hatte dort eine 125 Morgen große Waldung, die Bastleite genannt. Eschenbach war auch ein Weinort und hatte den Weinzehnten zu entrichten. Insgesamt erwarb das Kloster acht Anwesen. Im Dreißigjährigen Krieg blieben vier davon bewohnt.
Eschenbach bildete eine Realgemeinde mit Häringsmühle. Gegen Ende des 18. Jahrhunderts gab es in Eschenbach 17 Anwesen. Das Hochgericht und die Dorf- und Gemeindeherrschaft übte das brandenburg-bayreuthische Stadtvogteiamt Markt Erlbach aus. Grundherren waren das Stadtvogteiamt Markt Erlbach (2 Höfe, 1 Halbhof, 5 Gütlein) und das Kastenamt Neuhof (1 Mühle, 3 Höfe, 1 Halbhof, 2 Güter, 2 Halbgüter).
Von 1797 bis 1810 unterstand der Ort dem Justizamt Markt Erlbach und Kammeramt Neuhof. Im Jahre 1810 kam Eschenbach an das Königreich Bayern. Im Rahmen des Gemeindeedikts wurde es dem 1811 gebildeten Steuerdistrikt Markt Erlbach zugeordnet. 1813 entstand die Ruralgemeinde Eschenbach, zu der Häringsmühle, Mittelmühle, Unterulsenbach und Wolfsmühle gehörten. Sie war in Verwaltung und Gerichtsbarkeit dem Landgericht Markt Erlbach zugeordnet und in der Finanzverwaltung dem Rentamt Ipsheim. Mit dem Zweiten Gemeindeedikt (1818) wurde Altziegenrück und Blümleinsmühle von Markt Erlbach nach Eschenbach umgemeindet. Am 14. September 1824 wurden die Blümleins-, Mittel- und Wolfsmühle in die neu gegründete Ruralgemeinde Siedelbach umgemeindet. Ab 1862 gehörte Eschenbach zum Bezirksamt Neustadt an der Aisch (1939 in Landkreis Neustadt an der Aisch umbenannt) und ab 1856 zum Rentamt Markt Erlbach (1919–1929: Finanzamt Markt Erlbach, 1929–1972: Finanzamt Fürth, seit 1972: Finanzamt Uffenheim). Die Gerichtsbarkeit blieb beim Landgericht Markt Erlbach (1879 in Amtsgericht Markt Erlbach umbenannt), von 1959 bis 1972 war das Amtsgericht Fürth zuständig, seitdem ist es das Amtsgericht Neustadt an der Aisch. Die Gemeinde hatte ursprünglich eine Gebietsfläche von 8,909 km². 1958 wurde Unterulsenbach nach Wilhermsdorf umgemeindet. Dadurch verringerte sich die Gebietsfläche auf 6,791 km².
Am 1. Januar 1972 wurde die Gemeinde Eschenbach im Zuge der Gebietsreform in Bayern nach Markt Erlbach eingemeindet.

## Einwohnerentwicklung
Gemeinde Eschenbach
| Jahr      | 1818   | 1840   | 1852   | 1855   | 1861   | 1867   | 1871   | 1875   | 1880   | 1885   | 1890   | 1895   | 1900   | 1905   | 1910   | 1919   | 1925   | 1933   | 1939   | 1946   | 1950   | 1952   | 1961   | 1970   |
| Einwohner | 376    | 394    | 438    | 437    | 432    | 390    | 404    | 387    | 392    | 400    | 377    | 369    | 351    | 330    | 357    | 351    | 331    | 324    | 309    | 482    | 473    | 447    | 342    | 342    |
| Häuser    | 61     | 62     |        |        |        |        | 72     |        |        | 74     | 69     |        | 71     |        |        |        | 71     |        |        |        | 68     |        | 61     |        |
| Quelle    | [ 22 ] | [ 23 ] | [ 24 ] | [ 24 ] | [ 25 ] | [ 26 ] | [ 27 ] | [ 28 ] | [ 29 ] | [ 30 ] | [ 31 ] | [ 24 ] | [ 32 ] | [ 24 ] | [ 33 ] | [ 24 ] | [ 34 ] | [ 24 ] | [ 24 ] | [ 24 ] | [ 17 ] | [ 24 ] | [ 18 ] | [ 35 ] |

Ort Eschenbach
| Jahr      | 001818 | 001840 | 001861 | 001871 | 001885 | 001900 | 001925 | 001950 | 001961 | 001970 | 001987 | 002017 | 002023 |
| Einwohner | 181    | 187    | 219    | 190    | 191    | 178    | 155    | 230    | 232    | 246    | 432    | *497   | *607   |
| Häuser    | 31     | 31     |        |        | 36     | 36     | 36     | 35     | 42     |        | 118    |        |        |
| Quelle    | [ 22 ] | [ 23 ] | [ 25 ] | [ 27 ] | [ 30 ] | [ 32 ] | [ 34 ] | [ 17 ] | [ 18 ] | [ 35 ] | [ 36 ] |        | [ 1 ]  |

## Religion
Der Ort ist seit der Reformation evangelisch-lutherisch geprägt und bis heute nach St. Kilian (Markt Erlbach) gepfarrt. Die Katholiken gehören zur Kirchengemeinde Maria Namen (Markt Erlbach), die ursprünglich eine Filiale von St. Michael (Wilhermsdorf) war und seit 2019 eine Filiale von St. Johannis Enthauptung (Neustadt an der Aisch) ist.